# Nadine Petersen
Nadine Petersen (* 1963 in München) ist eine deutsche Autorin.

## Leben
Petersen arbeitete als Architektin, bevor sie sich dem Schreiben zuwandte. Ihren ersten Lokal-Kriminalroman um die Münchner Kommissarin Linda Lange veröffentlichte sie im Jahr 2012 bei dotbooks. Petersen ist verheiratet, hat zwei erwachsene Kinder und lebt im Münchner Stadtteil Schwabing.

## Werke (Auswahl)
- Eisbach. dotbooks, München 2012, ISBN 978-3-955-20089-3
- Eishaus. dotbooks, München 2018, ISBN 978-3-961-48250-4
- Eisblut. dotbooks, München 2021, ISBN 978-3-961-48985-5